# Баклан георгійський
Баклан георгійський (Leucocarbo georgianus) — вид сулоподібних птахів родини бакланових (Phalacrocoracidae). Раніше вважався підвидом баклана імператорського (Leucocarbo atriceps).

## Поширення
Птах гніздиться на антарктичному острові Південна Джорджія та скелях Шаг.